# セッルンガリーナ
セッルンガリーナ（イタリア語: Serrungarina）は、イタリア共和国マルケ州ペーザロ・エ・ウルビーノ県コッリ・アル・メタウロに属する分離集落（フラツィオーネ）。
かつては独立したコムーネであったが、2017年1月1日にモンテマッジョーレ・アル・メタウロ、サルターラと合併して新自治体の一部となった。

## 地理

### 位置・広がり
ペーザロから南へ19km、ウルビーノから東へ19kmの距離にある。

#### 隣接コムーネ
コムーネとしてのセッルンガリーナは、以下のコムーネと隣接していた。
- カルトチェート
- モンバロッチョ
- モンテチッカルド
- モンテフェルチーノ
- モンテマッジョーレ・アル・メタウロ
- オルチャーノ・ディ・ペーザロ
- サルターラ
- サンティッポーリト